# Rossia megaptera
Rossia megaptera är en bläckfiskart som beskrevs av Addison Emery Verrill 1881 in 1880-1881. Rossia megaptera ingår i släktet Rossia och familjen Sepiolidae. IUCN kategoriserar arten globalt som livskraftig. Inga underarter finns listade i Catalogue of Life.